# Тонфа

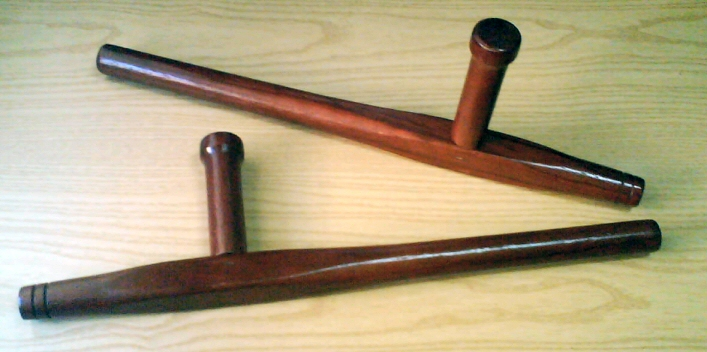
265.5px

То́нфа (туй-фа, тонгва, тон-фа) — традиционное холодное оружие ударно-раздробляющего действия жителей острова Окинава. Его прототипом послужила рукоять для небольшой рисовой мельницы. Часто используется в парном варианте. Тонфа — прообраз современной полицейской дубинки с поперечной рукоятью.

## История

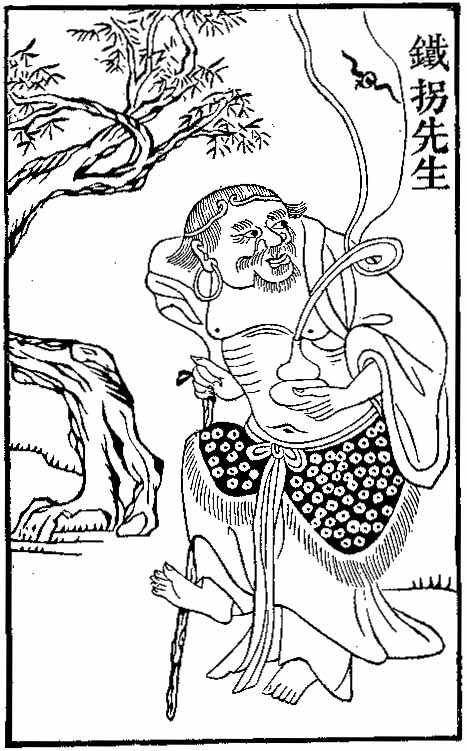
Ли Тегуай, именем которого именуется это оружие в Китае — «костыль хромого Ли»

Мнения о происхождении тонфы часто расходятся, но в основном эксперты считают, что этот вид оружия - родом из Китая или Индонезии. Тонфа используется как в Юго-Восточной Азии, так и в китайских боевых искусствах и, вероятно, была принесена на Окинаву из-за их влияния.
Китайцы считают, что тонфа была создана на основе костыля. На Окинаве считают, что причиной её создания послужили ограничения на использование оружия в период после гражданской войны во времена правления Сё Сина. Считается, что эти ограничения благоприятствовали нетрадиционному применению сельскохозяйственных инструментов в качестве оружия самообороны. В данном контексте утверждают, что прототипом тонфы послужила деревянная ручка жернова, распространённого сельскохозяйственного инструмента.

## Конструкция
Тонфа состоит из двух частей: палки длиной 50-60 см и ручки, перпендикулярной основной части.

## Использование в силовых структурах
Оригинальная конструкция, необычная техника применения и высокая эффективность в ближнем бою снискали этому оружию широкую славу не только в Японии, но и за рубежом. Один из видов полицейской дубинки (резиновой палки) в форме тонфы официально принят на вооружение полиции в США и России.

## Юридические аспекты применения тонфа-дубинки
Поскольку тонфа относится к холодному оружию ударно-раздробляющего типа, её применение в драках и самообороне в РФ запрещено.